# 莉丝塔南娜·特雷西

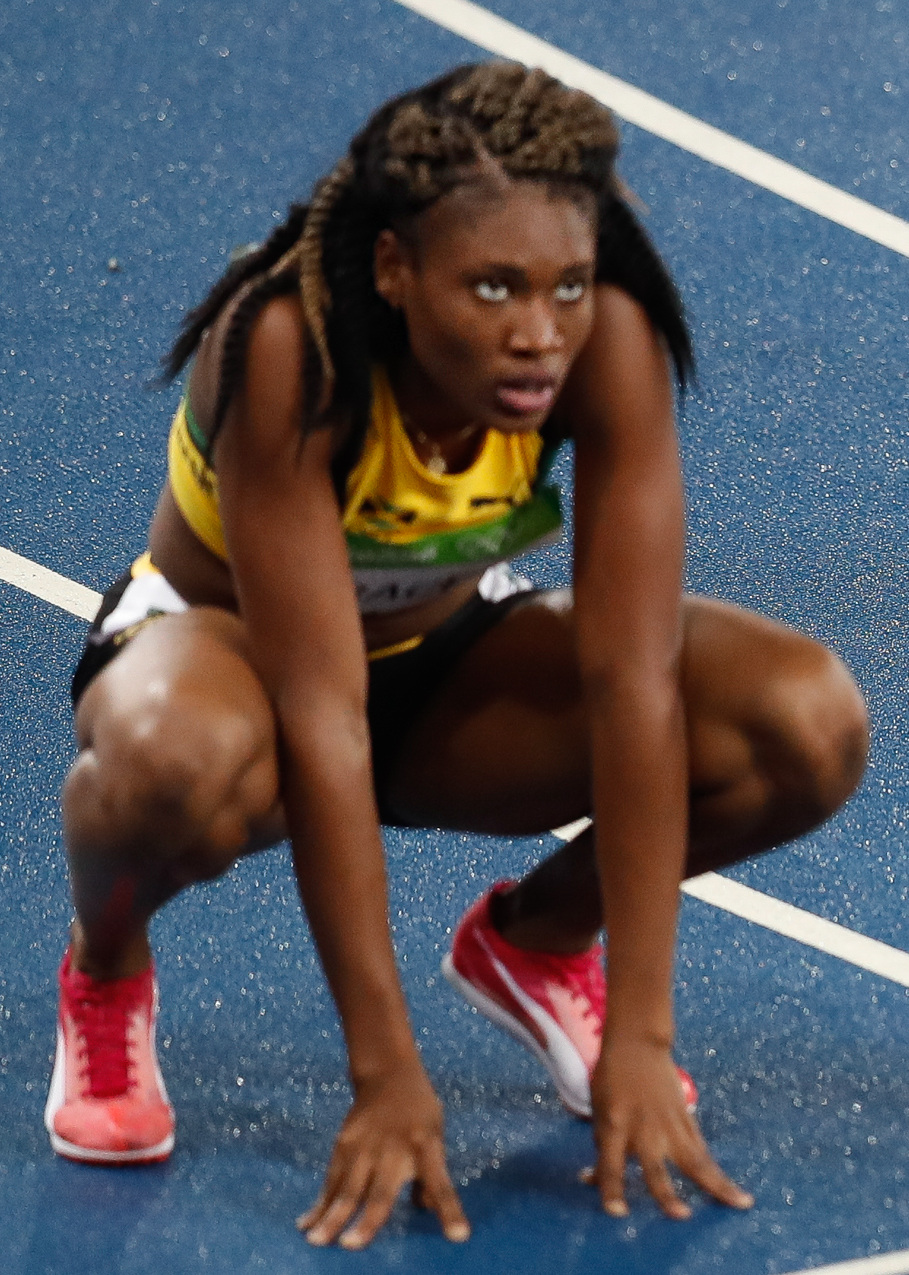

莉丝塔南娜·特雷西（英語：Ristananna Tracey，1992年5月9日—）是一名专长400米跨栏的牙买加田径运动员。她代表她的国家参加连续三届世界锦标赛，其中2011年和2013年均闯入半决赛。她在2016年夏季奥林匹克运动会上排名第五。